# ОШ „Мито Игумановић” Косјерић
ОШ „Мито Игумановић” у Косјерићу баштини традицију постојања и рада школе основане 1869. године. Данас ова матична школа у свом саставу има десет издвојених одељења.

## Историјат образовања
Корени писмености и образовања на подручју данашње општине Косјерић, некадашњег среза Црногорског, досежу до 1832. године, када је свештеник Никола Обрадовић (1792 - ?) отворио приватну школу у којој је за учитеља поставио свог сина Алексија а за време владавине кнеза Александра Карађорђевића у Субјелу је 1843. године отворена државна основна школа и у њој је први учитељ Милован Н. Протић, други син попа Николе. Недуго затим отвара се основна школа у Сечој Реци 1852. године (са читаоницом, која је 1869. године отворена заслугом проте Новака Милошевића - истакнутог свештеника и народног посланика), а касније и основне школе у Косјерићу и Радановцима 1869. године, Скакавцима 1880. године, Ражани 1906. године, Тубићима 1939. године.
Реформом школског система 1956. године, у Косјерићу се развија осмогодишње основно образовање у виду три функционалне целине – Косјерић (са одељењима у Тубићима, Субјелу, Мушићима и Брајковићима), Ражана (са одељењима у Дреновцима и Радановцима) и Сеча Река (са одељењима у Зарићима и Парамуну). Новом реформом 1974. године је остварена фузија ове три школе у једну целину – ОШ „Мито Игумановић”.

## Знаменити ученици
- Сретен Марић (1903—1992), академик, професор и књижевник
- Драгиња Лиза Марић Крижанић (1905—1982), професорка филозофије и сликарка
- Миодраг Матић (1895—1982), универзитетски професор,
- Љубомир Марић (1878—1961), армијски генерал,
- Светомир Ђукић (1882—1956), дивизијски генерал,
- Миладин Мишо Зарић (1889—1976), учитељ
- Радисав Мића Цајић (1926—2016) професор, библиограф, књижевник
- Милијан Г. Поповић (1928—2011) економиста, министар књижевник
- Милован Витезовић (1944— ), професор и књижевник
- Милијан Деспотовић (1952—1922 ), академик, књижевник и публициста
- Миљко Митровић (1938— ), новинар и књижевник
- Милуника Митровић (1950— ), професорка и књижевница
- Љубомир Лукић (1954— ), професор универитета, др наука
- Петар Лазић (1960-2017), књижевник, новинар, публициста и универзитетски професор
- Јордан Ј. Марић (1968— ), лекар, мр медицинских наука